# Leon Józef Dernałowicz
Leon Józef Dernałowicz herbu Lubicz – podkomorzy rzeczycki w 1778 roku, chorąży rzeczycki w 1765 roku, pisarz grodzki rzeczycki w 1765 roku, stolnik rzeczycki w 1762 roku, marszałek powiatu rzeczyckiego w konfederacji radomskiej 1767 roku.
Syn Franciszka, żonaty z Wiktorią Chlewińską, miał synów: Seweryna, Wincentego i Faustyna.